# Guaro (kommunhuvudort)
Guaro är en kommunhuvudort i Spanien.   Den ligger i provinsen Provincia de Málaga och regionen Andalusien, i den södra delen av landet, 400 km söder om huvudstaden Madrid. Guaro ligger 343 meter över havet och antalet invånare är 2 068.
Terrängen runt Guaro är kuperad. Runt Guaro är det ganska tätbefolkat, med 179 invånare per kvadratkilometer. Närmaste större samhälle är Marbella, 16,3 km söder om Guaro. Trakten runt Guaro består till största delen av jordbruksmark.